# La Garnache
La Garnache är en kommun i departementet Vendée i regionen Pays de la Loire i västra Frankrike. Kommunen ligger i kantonen Challans som tillhör arrondissementet Les Sables-d'Olonne. År 2022 hade La Garnache 5 413 invånare.

## Befolkningsutveckling
Antalet invånare i kommunen La Garnache
| Referens: INSEE |